# Zełena Polana (obwód żytomierski)
Zełena Polana (ukr. Зелена Поляна) – wieś na Ukrainie, w obwodzie żytomierskim, w rejonie żytomierskim, w hromadzie Puliny. W 2001 liczyła 168 mieszkańców, spośród których 166 wskazało jako ojczysty język ukraiński, 1 rosyjski, a 1 mołdawski.